# Cosmorhoe opistholasia
Cosmorhoe opistholasia är en fjärilsart som beskrevs av Louis Beethoven Prout 1926. Cosmorhoe opistholasia ingår i släktet Cosmorhoe och familjen mätare. Inga underarter finns listade i Catalogue of Life.